# Kur II
Kur II (Kur Czarny) – polski herb szlachecki, odmiana herbu Kur.

## Opis herbu
Opis zgodnie z klasycznymi regułami blazonowania: 

W polu złotym kogut czarny w prawo, o orężu złotym, z uniesioną prawą nogą. Klejnot: samo godło. Labry: czarne, podbite złotem.

## Najwcześniejsze wzmianki
Potwierdzony w Galicji w 1782, dla Jana Nepomucena Kurkowskiego, syna Kazimierza i Anastazji Otfinowskiej – wnuka Urbana, prawnuka Macieja. Te dane przedstawił Seweryn Uruski w Rodzina Herbarz Szlachty Polskiej (tom VIII, strona 220), w oparciu o zbiory archiwaliów Dr. M. Dunin-Wąsowicza.

## Herbowni
Korzeński, Kurkowski.